# Nina Vanna
Nina Yasikova Kind Hakim Provatoroff, conhecida pelo seu nome artístico de Nina Vanna (27 de setembro de 1899 — 8 de novembro de 1953), foi uma atriz de cinema britânica, nascida na Rússia, que atuou em uma série de filmes durante a década de 1920.
Vanna foi casada três vezes, primeiro com Robert Kind, de quem ela foi posteriormente divorciada; segundo com o diretor de cinema Eric Hakim (1900–1967), que ela também se divorciou; e por último, com Peter Provatoroff, de 1946 até sua morte.